# Teoria de l'atribució
La teoria de l'atribució és una teoria de la psicologia social estudiada sobretot pel psicòleg Fritz Heider en la seua obra de 1958 La psicologia de les relacions interpersonals. Heider la definí com un mètode per a avaluar com la gent percep el seu capteniment i el dels altres.

## Fonaments
La teoria de l'atribució de Heider analitza com expliquem el comportament humà i els esdeveniments de la vida, que en psicologia social s'anomena procés atributiu. Per a Heider, tendim a atribuir la conducta dels altres a una de dues causes possibles: una d'interna (trets de personalitat, intel·ligència, motivació, etc.) o una d'externa (sort, situació, accions de terceres persones...).

## Elements
- Locus intern o extern. Aquesta propietat està, segons Heider, íntimament relacionada amb l'autoestima individual. Una persona que faça atribucions internes als seus èxits guanyarà en motivació i autoestima. La que atribuïsca els seus fracassos a factors personals patirà un descens d'autoestima. El locus és extern quan l'èxit o el fracàs de la tasca són aliens al subjecte: es deuen a causes exteriors, com ara la dificultat de l'activitat realitzada.

Per exemple, si una jove guanya en una cursa, es podria dir que ha estat perquè ha entrenat molt i s'hi ha preparat amb constància. Això seria una atribució interna. Si s'atribueix el fet que la jove ha guanyat la competició perquè no s'hi trobà competència, perquè els altres participants no hi estaven preparats, aleshores seria una atribució externa.
- Estabilitat. Es refereix a la valoració del subjecte sobre la relativa estabilitat o inestabilitat en el temps del problema a què s'enfronta. Si el subjecte atribueix el seu fracàs a factors que jutja estables en el temps (com ara, la dificultat d'una cursa), la seua motivació d'assoliment baixarà.
- Controlabilitat. Si l'individu considera que el seu fracàs es deu a factors que no depenen d'ell (si, per exemple, creu que és una persona amb mala sort), la seua motivació d'assoliment disminuirà.

Kelley parla d'altres tres components que cal tenir en compte en els processos d'atribució: distintivitat, consens i consistència. Un subjecte sense una especial afinitat pel jazz, atribuirà l'encanterinament de Joan en un concert de jazz a trets interns ("A Joan li agrada el jazz") abans que a trets de la situació, doncs la conducta de Joan n'és consistent (sempre queda embaladit en els concerts de jazz), però no gaudeix de consens (no a tothom li agrada el jazz) ni està associada distintivament a aquest concert en particular.

## Influència
La teoria de l'atribució de Heider ha constituït un important marc teòric per a la recerca psicosocial des de la seua formulació, i ha donat motiu a algunes de les teories i experiments més coneguts d'aquest camp, com la teoria de l'error fonamental d'atribució de Lee Ross, la teoria de la dissonància cognitiva de Leon Festinger o els experiments sobre l'obediència de Stanley Milgram.
Altres autors com Stephen P. Robbins, Harold Kelley, que es basa en el model de covariació, Bernard Weiner i Edward E. Jones, també han tractat la teoria de l'atribució.